# Gastrolit
Gastroliti (grč. gastros - želudac i lithos - kamen) su kamenje koje se nalazi unutar želuca životinja. Kamenje se može fiziološki nalaziti u želucu životinje ili biti posljedica patološkog procesa. Prirodno se nalazi kod biljojednih ptica, krokodila, tuljana i morskih lavova. Gastroliti kod ovih životinja služe za usitnjavanje hrane i nadopunjuju funkciju zuba, jer ove životinje nemaju adekvatne zube za žvakanje. Kod tuljana se pretpostavlja da služe i smanjenju potiska vode i time olakšavaju ronjenje. Veličina gastrolita ovisi od veličine životinje i njenih posebnih potreba.
Gastroliti se također često nalaze i u fosilima dinosaura.